# Allium koelzii
Allium koelzii là một loài thực vật có hoa trong họ Amaryllidaceae. Loài này được (Wendelbo) Perss. & Wendelbo mô tả khoa học đầu tiên năm 1979.